# Dinko Vranković (likovni umjetnik)
Dinko Vranković (Svirče, Hvar, 19. siječnja 1939. – Houston, SAD, 7. ožujka 1996.), fotograf, likovni pedagog i likovni umjetnik.

## Životopis
Od rane mladosti ga zanima fotografija te se 1955. godine upisuje na splitsku Školu za primijenjene umjetnosti i postaje članom Foto kluba Split, s kojim sudjeluje na prvim skupnim izložbama. Godine 1959. upisao se na Pedagoški odjel zagrebačke Akademije likovnih umjetnosti te postaje članom Foto kluba Zagreb u kojem kontinuirano djeluje petnaest godina, kao jedan od nositelja "drugog zlatnog doba" te najvažnije hrvatske fotografske organizacije. U tom je razdoblju sudjelovao na oko 150 skupnih izložbi na svim svjetskim kontinentima, te je za svoje radove primio više od 50 priznanja i nagrada. 
Po završetku studija (mentor na Akademiji mu je bio Ivo Šebalj) Godine 1963. zaposlio se kao nastavnik tehničkog odgoja na školi u Sv. Ivanu Zelini, pa se od tog vremena postupno prorjeđuju kontakti s Foto klubom Zagreb. Njegov rad u mediju fotografije postaje sve češće pedagoškoga karaktera, a o uspjesima na tom području svjedoči niz priznanja što su ih njegovi učenici dobili za svoje radove. 
1967. na Akademiji likovnih umjetnosti je položio stručni ispit s temom Fotografija kroz nastavu likovnog odgoja u osnovnoj školi te je sljedećih godina s raznih strana često bio pozivan da održi predavanja na tu temu.
Bio je član ULUH-a i ULUPUH-a a početkom sedamdesetih nekoliko je godina djelivao kao samostalni foto-umjetnik. Brojni njegovi radovi iz tog razdoblja objavljeni su u novinama, časopisima za kulturu te foto-monografijama.
Godine 1976. na Grafičkom odjelu ALU je upisao postdiplomski studij iz područja foto – grafike. 
Najveći dio svojeg stručnog djelovanja, gotovo tri desetljeća, posvetio je likovnoj pedagogiji, najprije kao nastavnik, a onda kao prosvjetni savjetnik.
Tijekom svog samostalnog umjetničkog djelovanja priredio je desetak samostalnih izložbi fotografija (Zagreb, Sv. Ivan Zelina, Split, Hvar, Stari Grad, Zaprešić) koje su bile odlično primljene, kako od publike, tako i od kritike. Tako će za njegova djela početkom šezdesetih Josip Depolo zapisati kako pripadaju novome valu koji sobom nosi smiona i nekonvencionalna shvaćanja, dok će ga početkom osamdesetih Tonko Maroević nazvati zaljubljenikom otočke prirode na čijim se fotografijama jednostavni ulomci iz prirode pretvaraju u složene cjeline makrokozmičkih konotacija. 
Dinko Vranković je umro 7. ožujka 1996. u Houstonu, SAD.